# تیف نیدل
تیف نیدل (انگلیسی: Tiff Needell؛ زادهٔ ۲۹ اکتبر ۱۹۵۱) یک اتومبیل‌ران فرمول ۱ و مجری تلویزیونی اهل بریتانیا است. او مجری سایق برنامه تخت گاز و مجری فعلی برنامه دنده پنج است.